# محمد أبو الأسعاد العالم
محمد أبو الأسعاد العالم مفتي طرابلس بين عامي 1945 - 1951. وانتخب رئيس الجمعية الوطنية الليبية في 1951. وكان أحد الموقعين على دستور ليبيا الذي خرج للنور في الاستقلال سنة 1951.